# Петер Наур
Петер На̀ур (на датски: Peter Naur) е датски учен в областта на информатиката, един от пионерите на компютърните науки и единственият датчанин, носител на наградата „Тюринг“.

## Биография
Наур е роден на 25 октомври 1928 година. Започва кариерата си като астроном, като получава докторска степен в тази област през 1957 година, но по-късно се преориентира към компютърните науки. В периода от 1959 до 1969 година работи за Regnecentralen, първата датска компютърна фирма, като в същото време изнася лекции в института „Нилс Бор“ и в Датския технически университет. От 1969 до 1998 година Наур е професор по компютърни науки в Копенхагенския университет.
Основните области, в които Петер Наур извършва изследователската си дейност, са дизайнът, структурата и производителността на компютърните програми и алгоритми. Наур е също новатор в области като софтуерното инженерство и софтуерната архитектура. В книгата си Computing: A Human Activity (1992), която описва неговите приноси към компютърните науки, той се противопоставя на формалната школа в програмирането, която определя програмирането като клон на математиката. Наур също не одобрява да бъде асоцииран с метаезика (формата) на Бекус-Наур (която Доналд Кнут свързва с неговото име), предпочитайки тя да бъде наричана нормална форма на Бекус.
Наур изказва неодобрение дори за самия термин компютърни науки, като предлага вместо това дисциплината да бъде наричана даннология („datalogy“). Този термин добива популярност в Дания и Швеция като datalogi.
Петер Наур е носител на наградата „Тюринг“ за 2005 година за своята работа над езика ALGOL 60, и в частност за ролята си като редактор на книгата „Report on the Algorithmic Language ALGOL 60“, оказала голямо влияние чрез новаторското използване на метаезика на Бекус-Наур.